# 羅斯福路 (臺北市)

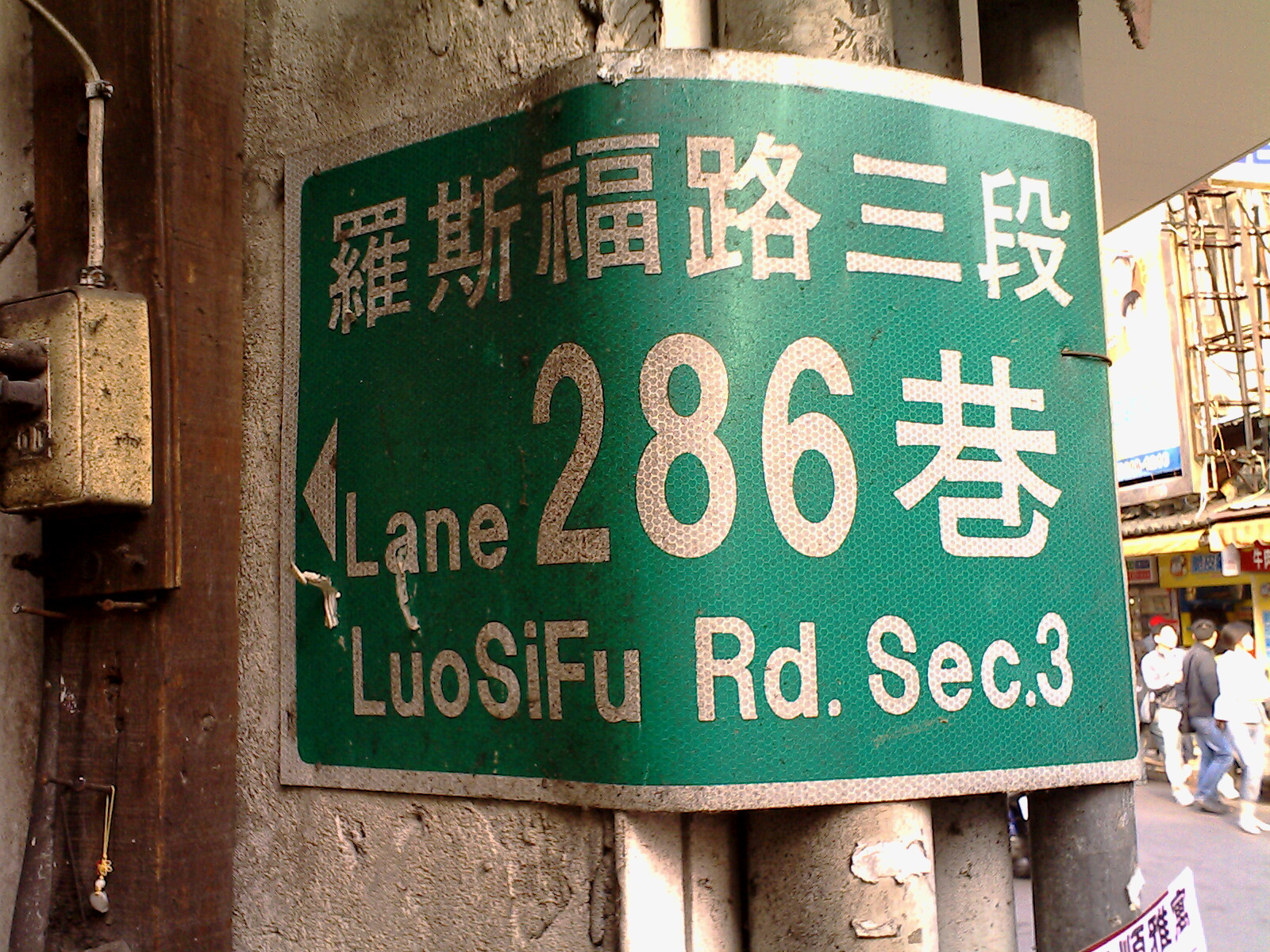
位於羅斯福路3段286巷之路牌，圖中英文名並非以原名而是以漢語拼音標示

羅斯福路為中華民國台北市南區重要的交通幹道，屬於省道台9線之一部分，路名以資紀念第32任美國總統富蘭克林·羅斯福，英文路名為「Roosevelt Road」，與過去的麥克阿瑟公路為台北唯二以非華人命名的道路。
其中公館以北部份闢建於台灣日治時期，是城內通往城南的古亭町、富田町等地的道路，在部分文獻中稱為「富田町街道」，1950年代中期台北市高玉樹市長時代拆除違建予以拓寬至40米路寬。公館以南部份是用原臺鐵新店線拆除後的空間興建的，曾經是臺北縣景美鎮（今台北市文山區西半部）中正路。全路大致呈南北向，北於愛國東西路口接中山南路，南於景美（新）橋接新北市新店區北新路，共有六段，是台北市東西路的名稱分界之一（如在羅斯福路之西為和平西路，羅斯福路之東為和平東路）。台北捷運松山新店線之中正紀念堂站–景美站段即位於羅斯福路下方，共設置6座車站。
台北市政府都市發展局曾提出將羅斯福路縮小路幅，將馬路兩旁各一至二車道改為露天咖啡座，以模倣歐洲營造台北香榭大道，但因本路段交通流量十分龐大，故此建議並未獲採納。
為解決台北市南區的交通問題，目前在路中央設置公車專用道；但從規劃到使用後，公車專用道的存在一直存在爭議。反對者指出，羅斯福路包含台北交通重要交會點、各路公車複雜，而公車專用道又讓早年實施的調撥車道停止。

## 行經行政區域
由北至南的行經區域分別為：
- 中正區（一段、二段杭州南路以西路段、三段以西、四段以西）
- 大安區（三段以東、四段以東）
- 文山區（五段、六段）

## 分段
羅斯福路共分六段。
- 一段：北於愛國東西路口接中山南路，南於福州街／潮州街與羅斯福路二段相接，接近中正紀念堂。
- 二段：北於福州街／潮州街與羅斯福路一段相接，南於南昌路二段與羅斯福路三段相接。
- 三段：北於南昌路二段與羅斯福路二段相接，南於新生南路三段與羅斯福路四段相接。
- 四段：北於新生南路三段與羅斯福路三段相接，南於汀州路四段23巷口與羅斯福路五段相接。
- 五段：北於汀州路四段23巷口與羅斯福路四段相接，南於與萬盛橋於景隆街／萬隆街與羅斯福路六段相接。
- 六段：北於景隆街／萬隆街與羅斯福路五段相接，南於與鳴遠橋與新北市新店區北新路三段相接。

## 沿線設施
（由北到南） 
- 一段
  - 中華民國中央銀行（2號）
  - 勞動部勞工保險局（4號，仰德大樓）
  - 勞動部勞動基金運用局（6號）
  - 南門市場（8號）
  - 捷運中正紀念堂站（119之3號B1）

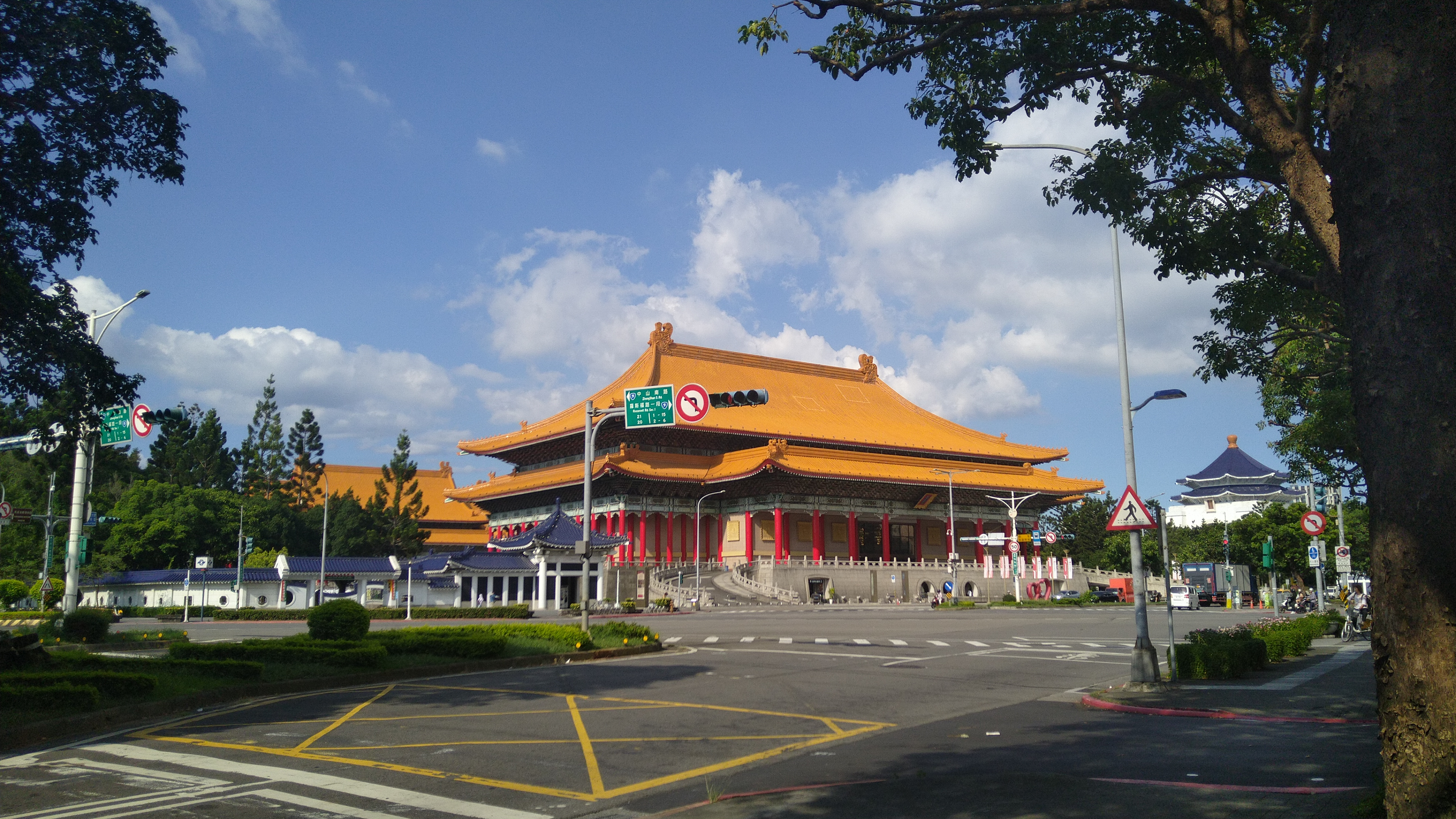
位於羅斯福路一段與中山南路相接處的國家戲劇院

  - 臺北市公共自行車租賃系統捷運中正紀念堂站
  - 財政部財政大樓（愛國西路口）
  - 原住民族語言研究發展基金會（63號）
  - 臺北市公共自行車租賃系統羅斯福寧波東街口站

- 二段
  - 古亭市場（77巷1號）
  - 經濟部中小及新創企業署（95號1F～3F）
  - 捷運古亭站（164號B1）
  - 古亭地府陰公廟(門牌為同安街1號，但位於羅斯福路)
  - 臺北市公共自行車租賃系統捷運古亭站
  - 大都市國際中心（大型辦公大樓，100號）
    - 飛碟電台（102號25F）
    - NEWS 98（102之1號25F）

- 三段
  - 台灣金融研訓院（62號）
  - 捷運台電大樓站（67號）
  - 臺北市公共自行車租賃系統捷運台電大樓站
  - 桂冠實業總公司（126號）
  - 臺北市大安區古亭國民小學（201號）
  - 金車公司（230號）
  - 台灣基督長老教會宣教中心大樓（269巷3號）
  - 中華基督教長老會信友堂[1]（269巷5號）
  - 台電大樓（242號）
  - 台電加羅林魚木（283巷30號）
  - 張老師文化（325號B1）
  - 辛亥路地下道（辛亥路口）
  - 耕莘文教院[2]（辛亥路口）

- 四段
  - 公館商圈
  - 國立台灣大學（1號）
  - 臺北市公共自行車租賃系統羅斯新生路口
  - 臺北市大安區銘傳國民小學（21號）
  - 捷運公館站（74號）
  - 臺北市公共自行車租賃系統捷運公館站
  - 台大尊賢會館（83號）
  - 國立臺灣大學第二學生活動中心（85號）
  - 水源大樓（92號）
    - 水源市場（1、2F）
    - 臺北市交通事件裁決所[3]（7F~8F）
    - 臺北市政府兵役局（9F）
    - 水源劇場[4]（10F）

  - 東南亞秀泰影城（136巷3號）
  - 台灣電力公司綜合研究所（198號）
  - 百老匯影城[5]（200號）

- 五段
  - 臺北市立圖書館景美分館（176巷50號2F~4F）
  - 捷運萬隆站（214號）
  - 臺北市公共自行車租賃系統捷運萬隆站
  - 台北市萬福國民小學[6]（32號）
  - 臺北花木批發市場[7]（興隆路口）
    - 臺北花木批發市場地下停車場

  - 臺北市公共自行車租賃系統
  - 臺北市文山區武功國民小學[8]（興隆路口）

- 六段
  - 景美夜市商圈
  - 全國加油站景美站（140號，4樓為全國加油站總部）
  - 中華民國財政部(142巷1號)
  - 財政部財政人員訓練所（142巷3號）
  - 捷運景美站（218號）
  - 臺北市公共自行車租賃系統捷運景美站
  - 景美醫院[9]（280號）
  - 臺北市私立滬江高級中學（336號）
  - 鳴遠橋（銜接新北市新店區北新路三段）